# Конь (гимнастика)

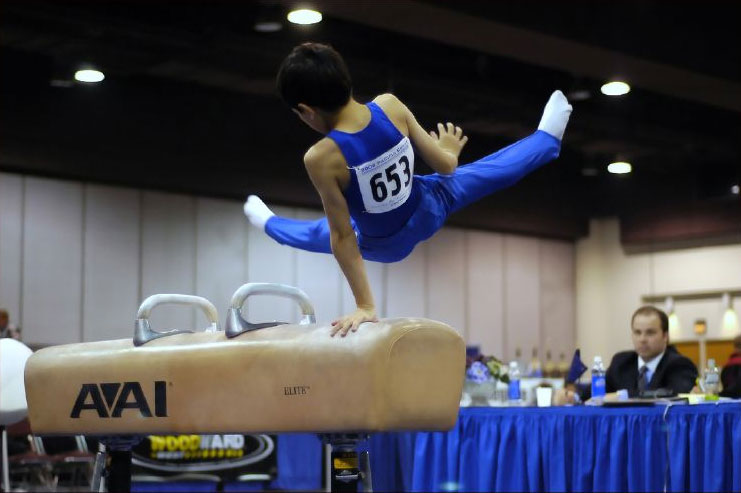
Гимнаст на коне

Конь — это один из снарядов в спортивной гимнастике. Упражнения на коне входят в программу мужских соревнований. Кроме того, до 2000 года конь использовался в качестве снаряда для опорного прыжка.

## Описание
Конь состоит из металлической подставки и вытянутой деревянной или пластиковой основы, обшитой специальным эластичным материалом, предотвращающим скольжение. Для упражнений на коне на снаряд дополнительно устанавливают сверху две ручки. Конструкция коня предусматривает возможность изменять его высоту. Для мужских упражнений на коне снаряд фиксируется на высоте 1,15 м; в том случае, если конь используется для исполнения опорного прыжка, его высота составляет 1,35 м для мужчин и 1,25 м для женщин.
Согласно правилам ФИС — Федерации гимнастики — длина коня должна составлять 160 см, ширина — 35 см, высота ручек — 12 см, расстояние между ними — от 40 до 45 см.
Упражнения на коне состоят из комбинации маховых движений ногами, а также кругов ноги вместе и ноги врозь, проходок по коню, соскока. Судьями оценивается сложность и чистота исполнения элементов, а также качество соскока.
Для оценки программы гимнаста на коне весь снаряд поделён на зоны. В зависимости от того, с какой зоны в какую выполнен элемент, сколько зон задействовано при исполнении элемента, сложность его отличается.
Все элементы могут выполняться как в упоре поперёк, так и в упоре продольно. На теле, в упоре на ручках, в упоре на одной ручке, между ручек и т. д.

## Структурные группы элементов

### I. Маховые элементы
Включает в себя различные вариации прямых и обратных скрещений — простые, с поворотами, с прыжками, в стойку на руках.
Сами же скрещения — это комбинация двух перемахов ногами (перемахи не имеют группы сложности, но являются базисным элементом, как и махи). Перемахи бывают одноимёнными и разноимёнными, в зависимости от исполнения.
Наиболее простые элементы, но тем не менее, часто приводящие к ошибкам, так как требуется определённый уровень профессионализма, для перехода от кругов к скрещениям и наоборот.

### II. Круги с поворотами в противотемп вращению и без
Круги двумя — основные элементы на коне. Представляют собой два последовательных перемаха двумя ногами через боковую плоскость.
Также различают круги ноги врозь, с использованием техники скрещений, — круги Деласала-Томаса. Это наиболее сложные, амплитудные и эффектные элементы на коне.
Круги выполняются на всех частях коня. Особенно сложны круги, выполняемые на одной ручке. Они требует высокого уровня мастерства исполнителя.
В кругах возможны повороты против хода вращения — так называемые «шпиндели» или «винты». Наиболее популярен и сложен винт Мадьяра — то есть, круг с поворотом на 360 градусов против темпа вращения.

### III. Переходы
Включает в себя переходы кругами — то есть движения, при которых меняется зона коня. Гимнаст, выполняя круги, переходит от одной части коня к другой, а также стоек на руках, при выполнении должны быть задействованы все части снаряда. Сложность переходов варьируется в зависимости, сколько зон коня было пройдено. Переходы усложняются, если в переходе есть поворот или прыжок.
Переходы можно выполнять как лицом вперёд, так и спиной вперёд. Наиболее интересны переходы кругами Деласала.

### IV. Круги с поворотами по ходу вращения. Флопы
Сюда входят различные круги, в которых обязательно присутствует поворот по ходу вращения. Круги выполняются на разных частях коня с переходами и без.
Отдельно выделяется подгруппа кругов прогнувшись или «русские круги».
Также отдельного внимания заслуживает такое понятие как «флоп». Флопы — это сложные соединения из нескольких кругов, выполняемых на одной ручке. В него входят как обычные круги, так и круги с поворотами, и русские круги. В комбинации разрешается использовать не более двух различных флопов.

### V. Соскоки
Соскоки — концовка комбинации. Бывают разных видов. Как кругами без выхода в стойку, так и с выходом в стойку, поворотами, переходами по телу коня.

## Эволюция комбинаций гимнастов на коне махи[прояснить]

### 1930—1950-е
Гимнасты того времени владели и техникой круга, и техникой скрещений. Правда, круги в то время исполняются в согнутом положении (иногда почти под 90 градусов). Но даже при такой технике вращения, гимнасты в массах[прояснить] включают в свои программы выходы с ручек на тело и ручку, то есть выполняют плечом вперёд поворот на 180 градусов вокруг одной руки. После выхода всегда осуществляется вход в ручки аналогичным поворотом вокруг руки, но на этот раз с приходом в ручки.
Гимнасты исполняют в своих комбинациях половину русского круга, то есть, круга прогнувшись, как на теле, так и в ручках. Иногда можно встретить технику выполнения этого элемента, названную «чешский круг»: первая фаза поворота на 180 начинается как круг прогнувшись, а затем осуществляется перемах под рукой, как в обычном круге.
Гимнасты выполняют также круги, которые позже войдут в практику как «прямой круг Стойкли», то есть, круг с поворотом на 180 по ходу вращения.
Маховая часть ограничивается простыми скрещениями, число которых иногда достигает шести. Позже гимнасты откажутся от такого количества однотипных элементов и будут выполнять их подряд не больше двух.
Соскок, как правило, «заножка» или «немецкий круг», то есть из упора на теле круг с поворотом на 180 с перемахом через тело в соскок.
К концу 1950-х гимнасты начинают больше работать именно над техникой круга, и появляются программы, где сгибание в тазобедренном суставе не такое большое. До техники круга прямым телом ещё далеко, но работа в этом направлении началась уже в конце 1950-х.

### 1960-е
Одним из лучших исполнителей комбинации на коне середины 1960-х был советский гимнаст Виктор Лисицкий. По структуре его программа не сильно отличается от программ конца 1950-х. Разве что, элементов стало больше, больше стало кругов с поворотом на 180 в разных типах исполнения. Но самое главное, техника Лисицкого уже совсем похожа на технику гимнастов настоящего. Да, нет ещё полной оттяжки и выпрямленного тела, но тем не менее, техника этого гимнаста отличается от общей массы спортсменов.
В конце 60-х гимнасты должны обязательно исполнять круги на всех частях коня. И спортсмены вводят в свои программы новый тип движений — переходы кругами. Иногда даже исполняются переходы через всё тело коня в упоре продольно. Хотя такой сложный переход доступен был лишь единицам. А вот переходы на 1/3 коня — это норма. Также гимнасты в массах исполняют целый русский круг, то есть круг прогнувшись с поворотом на 360 градусов.
Техника скрещений немного изменяется. Гимнасты стараются разбавлять прямые и обратные скрещения одноножными кругами под одной ногой, как одноимёнными, так и разноимёнными.
Соскок также не претерпевает изменений.

### 1970-е
Комбинации гимнастов на коне начала 1970-х не сильно отличается от конца 1960-х. В программах в массовом исполнении встречаются различные варианты переходов в упоре продольно или поперёк на одну зону, но всё-таки разницу увидеть можно. Гимнасты в 1970-е годы ещё больше времени и сил стали уделять именно технике выполнения элементов. Можно заметить, что круги исполняются всё большим числом исполнителей без сильного сгибания в тазу, появляется большая оттяжка тела и увеличивается скорость вращения. Скрещения становятся разнообразнее и красивее. Теперь гимнасты борются не за их количество, а за качество. Махи становятся выше, также появляются прыжки с ручек на тело и ручку.
Но настоящая эволюция, а в чём то и революция в технике построения комбинации, происходит в середине 1970-х. И связана она с именем выдающегося мастера коня — Золтана Мадьра. Он исполняет в своей программе сложнейшую новинку — полный переход через всё тело коня в упоре поперёк. До этого переходы исполнялись лишь продольно, а данная проходка позволила по-иному взглянуть на просторы возможностей гимнастов. Наступает эра сложных переходов, в которых задействованы все зоны коня.
Вторым уникальным элементом Мадьяра является так называемый «шпиндель» или «винт». Он представляет собой круг на конце в упоре поперёк с поворотом на 360 градусов в противотемп. Подобное движение позволило ещё больше расширить возможности комбинирования различных элементов между собой и усложнить их виртуозными поворотами.
Одним словом, Золтан Мадьяр разрушает сложившееся в начале 1970-х мнение, что потенциал гимнаста-коневика исчерпан и ничего нового придумать уже нельзя.
Но ещё больше разрушает это утверждение введение оригинального круга, который сочетает в себе элементы скрещения. Эта новинка получила имя двух первых исполнителей «круг Томаса-Деласала». Курт Томас и Филипп Деласал в 1976 году продемонстрировали миру новинку, которая поначалу считалась лишь забавной разновидностью круга. Но как выяснилось, это не так. Круги Деласала, как они называются в России, или круги Томаса, как они называются за рубежом, имеют совершенно иной потенциал, в отличие от обычного круга. Эти круги позволяют значительно поднимать центр тяжести, что не только красиво визуально, но даёт гимнасту возможность выхода в стойку на руках. Это было делом будущего. Но работы по развитию таких элементов начались с середины 1970-х. Также круги Деласала заставили гимнастов больше времени уделять изучению скрещений, наращиванию амплитуды маха в них, что также позволило открыть «новые формы» данных движений, которые до этого считались «дежурными» элементами программы.
Также отметим, что в середине 1970-х появилась ещё одна разновидность кругов — круги на одной ручке. Эти сложнейшие элементы пока исполнялись лишь единицами, но было видно, что данный сложный тип элементов ещё получит широкое распространение в будущем. Например, Арександр Дитятин не только исполнял в 1976 году два круга на ручке подряд, но также включил в свою комбинацию русский круг на одной ручке.
Комбинации гимнастов конца 1970-х не содержат чего-то сверх нового, но как бы подводят итог и берут самое лучшее, что было освоено в предыдущие годы, готовясь перейти в новое десятилетие прогресса и новых достижений. Гимнасты массово включают в свои комбинации круги Деласала в ручках, в каждой комбинации есть несколько переходов. Переход Мадьяра освоен ещё нескольким ведущими атлетами, помимо него каждый гимнаст включает переход на одну зону коня половиной русского круга или исполняет поворот вокруг руки на 180 градусов (вход или выход). Круги на одной ручке стали обязательным элементом. Теперь гимнасты исполняют их сериями по два-три. Более того, у некоторых спортсменов мы видим уже соединение кругов на ручке с кругами Стойкли или половиной русского круга. Соскок пока не претерпел изменения — это простая заножка. Также отметим феноменального Мадьяра, который добавляет к своей супер-сложной комбинации ещё одну новинку. Это круг с прыжком из ручек на тело. Этот оригинальный и сложный элемент ещё получит продолжение, хотя использоваться будет не часто, к сожалению.

### 1980-е
Если в предыдущие десятилетия прогресс комбинаций на коне был еле заметен, то в 1980-х произошёл просто взрыв прогресса. Гимнастика совершила просто гигантский скачок вперёд по всем структурам элементов.
Уже в 1981 году советский гимнаст Юрий Королёв не только исполняет переход Мадьяра и прочие элементы конца 1970-х, но и вставляет в программу переход вдоль через всё тело кругами Деласала, а соскок изменился качественно — это уже круг Деласала в стойку на руках.
1980-е годы проходят под девизом «круги Деласала в массы во всех возможных вариантах».
А вот в 1983 году комбинации усложняются просто на порядок! К примеру, в комбинации Александра Погорелова мы видим сложнейшую серию кругов с поворотом на одной ручке. Теперь гимнасты исполняют серии кругов по 4-5 штук подряд. Затем оригинальный и сложнейший переход кругами Деласала через всё тело вдоль с двумя прыжками. А также уникальная новинка — круг в стойку на руках в середине программы! Это придаёт совершенно новый оттенок программе и даёт высокую сложность.
В комбинации выдающегося мастера коня Дмитрия Билозерчева появляются супер-сложные переходы кругами Деласала в упоре поперёк через всё тело вперёд (Мадьяр) и назад (Шивадо).
Георгий Гуцоги не включает в программу переходы Деласалом, а исполняет оригинальные сочетания кругов в упоре поперёк и вдоль с поворотом на 360 в противотемп. Эти оригинальные и сложные элементы ещё приобретут продолжение в 1987 году в исполнении перехода Мадьяра кругами Деласала с полным поворотом на 360 в противотемп.
Но помимо кругов, гимнасты развивали также и скрещения. Первым исполнителем сложнейшего скрещения в стойку на руках был китайский спортсмен Ли Нинг. Этот сложный тип скрещений продолжает развиваться и ныне.
Соскоки всех гимнастов приобретают вид круга Деласала в стойку на руках. Иногда соскок усложняется поворотом в стойке на руках. А знаменитый соскок кругом в стойку с поворотом на 360 и переходом в стойке через все зоны коня до сих пор носит имя первого исполнителя «Колыванов».
Часть гимнастов усложняет соскок исполняя круг Стойкли с последующим выходом в стойку. Ну а самые дерзкие пробуют исполнить оригинальный соскок с использованием акробатики — выполняют сальто назад или боком. Эти сложнейшие и новаторские соскоки не получают одобрения функционеров гимнастики и исчезают. Но кто знает, возможно, они появятся вновь на новом витке эволюции.
Если подвести итог, то к концу 80-х годов комбинации всех гимнастов мирового уровня включали в себя 2-3 перехода через всё тело коня. Причём в большинстве случаев два из этих переходов были исполнены кругами Деласала. Очень частым гостем комбинаций был круг в стойку на руках в середине программы с возвращением в упор на ручках или даже в круги. Обязательным наличием в программе была сложная связка кругов на одной ручке с поворотами и без. Соскок круг в стойку с поворотом или(и) переходом по телу коня.
Но помимо положительных моментов, сразу стоит выделить и отрицательные. Из арсенала гимнастов 1980-х практически исчезли различные варианты исполнения русского круга. Хотя некоторые гимнасты и включали в программу весьма оригинальные его вариации (например, переход через всё тело за один русский круг, показанный Тонг Фэем), это было каплей в море.
Отметим также единичный случай выполнения крайне интересного элемента. Валентин Могильный исполнил переход через всё тело тремя кругами с поворотом на 180 по ходу вращения — входам, выходом и обратным кругом Стойкли. Этот интересный элемент пока не получил распространения, но станет более популярным впоследствии.

### 1990-е
После Олимпийских игр 1992-го года правила меняются и круги Деласала приравниваются по сложности к обычным кругам. Это приводит к «отмиранию» этих красивых движений в программах большинства гимнастов. И в итоге к Олимпиаде в Атланте 1996 года гимнасты в массах перестраивают свои программы.
Теперь на первый план выходят серии кругов на одной ручке — флопы. Таких серий гимнасты исполняют в своей программе по 2-3. Подряд исполняются как 4 круга на ручке в сочетании с кругами Стойкли, так и серии кругов в сочетании с русским кругом на ручке.
По правилам каждый элемент мог быть повторён в программе дважды, что подчас вызывало однообразность в построении комбинации. К примеру, некоторые гимнасты дважды исполняли какой-то особо сложный элемент: переход, противоположный  Могильного/Беленького, или русский круг Тонг Фэя, также частым гостем комбинаций был круг Деласала на теле вдоль с поворотом на 360 в противотемп, выполненные один за другим.
Каждый гимнаст включал в комбинацию переход Шивадо, а вот Мадьяр был не у всех. Соскок, как правило, круг Деласала в стойку с поворотом и переходом.
А вот маховая часть совсем оскуднела — теперь это опять обычные прямые или(и) обратные скрещения без каких-либо усложнений.
К концу 1990-х гимнасты в построении своих комбинаций ударяются в следующую крайность. Популярным становится набор базовой оценки за счёт исполнения 3-4 однотипных переходов кругами через всё тело. На протяжении большей части программы гимнаст ходит «туда-обратно» по телу коня поперёк то стандартным Мадьяром и Шивадо, то их разновидностями. К разновидностям относится упрощение, когда гимнаст не ставит рук между ручек, или же идёт, например, лицом вперёд, доходит до ближней ручки, поворачивается на 180 градусов и заканчивает переход спиной вперёд. Позже этот переход будет исключён из правил, и гимнаст не будет иметь права исполнять более двух переходов на 3/3 зоны коня. Но это потом… А к 2000 году такие переходы были у всех гимнастов.
Круги на одной ручке стали ещё более популярными. Подчас можно встретить программы с восемью кругами/Стойкли на одной ручке подряд.
Возвращается мода на русские круги. Гимнасты часто включают три русских круга на теле коня. А вот круги Деласала уже стали раритетом. Лишь у единиц можно увидеть круг Деласала с винтом или круг Деласала с выходом в стойку перед соскоком.
Маховая часть не изменилась — это всё также простейшие скрещения.

### 2000—2010-е
После Олимпийских игр 2000 года изменяются правила. Теперь недостаточно выполнять сложные комбинации, а нужно ещё добавлять специальные элементы не ниже группы В. Также запрещаются повторы одного элемента дважды в комбинации.
На что это повлияло. Комбинации гимнастов стали разнообразней, но не кардинально изменились внешне. Как правило, в программе гимнастов используются 5-6 элементов групп D/Е, включая соскок. Почти каждая программа содержит переходы Мадьяра и Шивадо, два типа соединения кругов на одной ручке (флопы), а также три русских круга на теле. Ряд гимнастов используют более сложные элементы, такие как переход через всё тело за два русских круга или переходы Могильного/Беленького. Соскок типа «Колыванов» с различным градусом поворота в стойке (от 270 до 540).
Где-то в 2002 году появляется совершенно новая техника исполнения кругов. Спортсмены из Китая демонстрируют миру круги в положении тела «прогнувшись» или «китайские круги». Ничего подобного ещё никто не видел. Эти круги позволили исполнителям Поднебесной настолько поднять посадку, что кажется будто гимнаст парит где-то высоко над снарядом. Именно этот новый тип кругов и позволил Тэн Хэйбину одержать победу в финале Олимпийских игр с не очень рискованной, но очень красивой и зрелищной комбинацией.
В 2006 году правила изменяются снова. И теперь перед гимнастами встаёт сложнейшая задача — исполнить в комбинации 10 сложных элементов. Сразу скажем, что даже к концу 2010 года лишь единицы способны на это. Как правило, у всех гимнастов 1-2 элемента имеют группу В.
Так как на коне отсутствуют прибавки за соединения элементов, то гимнастам ничего не остаётся, как исполнять максимально сложные элементы. У всех гимнастов в программе есть переходы Шивадо и Мадьяра, переход через всё тело за два русских круга, а также три русских на теле. Многие включают в программу круг на теле с винтом поперёк или реже продольно Деласалом. Так как каждое спецтребование должно быть максимально сложным, многие гимнасты переходят на выполнение скрещений в стойку на руках. А некоторые спортсмены используют в программе даже два таких элемента (прямое и обратное). Соскок чаще всего сложен — Стойкли в Колыванов, а то и с дополнительным поворотом в стойке на 360 градусов.
Но если трезво оценивать комбинации спортсменов, можно сказать, что ничего качественно не изменилось. Многие гимнасты исполняют редкий до этого элемент «Сон» или круг на ручке с поворотом на 360 вокруг руки или исполняют три русских круга внутри ручек, но в основном комбинация усложнилась, в первую очередь, количественно, а не качественно.
Встречаются редкие индивиды с супер-сложными элементами типа перехода Мадьяра с прыжком, а иногда можно встретить круги Деласала в стойку с переходом через всё тело и поворотом на 360 с возвращением в круги. Но это «капля в море».
Конь всегда был консервативным снарядом и прогресс в этом виде спорта заметен только по прошествии большого периода времени. Возможно и появятся принципиально новые элементы в программах гимнастов, но это произойдёт лишь с новым изменением правил.

### 2011—2020-е
В 2013 году получают дополнительные прибавки круги в стойку на руках с проходкой через всё тело и возвращением в круги или в упор ноги врозь. В результате уже к 2015 году у большинства сильнейших гимнастов мира эти элементы присутствуют в комбинации. Элементы получили имя первого автора Альберто Бушнари и наивысшую группу сложности «G».
Также отметим, что крайне сложную комбинацию с базовой оценкой в 7.4 балла, исполнил британец Макс Уитлок. Он, помимо «Бушнари», включил ещё один наисложнейший элемент группы «G» — флоп с тремя русскими кругами на ручке. Это первая комбинация с использованием в одной программе двух элементов группы «G» в мужской гимнастике.
Чуть позже правки в правилах понизят группу сложности «Бушнари» до «F» и введут запрет на более чем два элемента в стойку на руках, что заставит гимнастов выполнять более разнообразные программы.
С 2017 года получают прибавки проходки кругами Деласала, что, конечно, отражается на частом их использовании. Особенно потрясающе выглядит комбинация Ли Чи Кая, которая полностью состоит из сложнейших кругов, выполненных исключительно кругами Деласала.
Также до группы «Е» с «D» повышен элемент «Сон» (круг на 360 вокруг руки на одной ручке плечом вперёд), что делает его очень популярным.
Во всех остальных аспектах прогресса в комбинациях гимнастов не наблюдается — сказывается классический консерватизм.

## Олимпийские чемпионы в упражнении на коне
- 1952 — Виктор Чукарин, СССР
- 1956 — Борис Шахлин, СССР
- 1960 — Борис Шахлин, СССР и Эуген Экман, Финляндия
- 1964 — Мирослав Церар, Югославия
- 1968 — Мирослав Церар, Югославия
- 1972 — Виктор Клименко, СССР
- 1976 — Золтан Мадьяр, Венгрия
- 1980 — Золтан Мадьяр, Венгрия
- 1984 — Ли Нин, Китай и Питер Видмар, США
- 1988 — Дмитрий Билозерчев, СССР и Жолт Боркаи, Венгрия и Любомир Герасков, Болгария
- 1992 — Виталий Щербо, Объединённая команда и Пэ Гильсу, Южная Корея
- 1996 — Ли Дунхуа, Швейцария
- 2000 — Мариус Урзикэ, Румыния
- 2004 — Тэн Хайбинь, Китай
- 2008 — Сяо Цинь, Китай
- 2012 — Кристиан Берки, Венгрия
- 2016 — Макс Уитлок, Великобритания
- 2020 — Макс Уитлок, Великобритания

## Чемпионы мира в упражнении на коне
- 1930 — Ёсип Приможич, Югославия
- 1934 — Эуген Мак, Швейцария
- 1938 — Михаэль Ройш, Швейцария
- 1950 — Йозеф Штальдер, Швейцария
- 1954 — Грант Шагинян, СССР
- 1958 — Борис Шахлин, СССР
- 1962 — Мирослав Церар, Югославия
- 1966 — Мирослав Церар, Югославия
- 1970 — Мирослав Церар, Югославия
- 1974 — Золтан Мадьяр, Венгрия
- 1978 — Золтан Мадьяр, Венгрия
- 1979 — Золтан Мадьяр, Венгрия
- 1981 — Михаэль Николай, ГДР
- 1983 — Дмитрий Билозерчев, СССР
- 1985 — Валентин Могильный, СССР
- 1987 — Дмитрий Билозерчев, СССР и Жолт Боркаи, Венгрия
- 1989 — Валентин Могильный, СССР
- 1991 — Валерий Беленький, СССР
- 1993 — Пэ Гильсу, КНДР
- 1994 — Мариус Урзикэ, Румыния
- 1995 — Ли Дунхуа, Швейцария
- 1997 — Валерий Беленький, Германия
- 1999 — Алексей Немов, Россия
- 2001 — Мариус Урзикэ, Румыния
- 2002 — Мариус Урзикэ, Румыния
- 2003 — Тэн Хайбинь, Китай и Такэхиро Касима, Япония
- 2005 — Сяо Цинь, Китай
- 2006 — Сяо Цинь, Китай
- 2007 — Сяо Цинь, Китай
- 2009 — Жанг Хонгтао, Китай
- 2010 — Кристиан Берки, Венгрия
- 2011 — Кристиан Берки, Венгрия
- 2013 — Кохэй Камэяма, Япония
- 2014 — Кристиан Берки, Венгрия
- 2015 — Макс Уитлок, Великобритания
- 2017 — Макс Уитлок, Великобритания